# Usina Elétrica a Gás de Araucária
A Usina Elétrica a Gás de Araucária (UEGA) é uma Usina termoelétrica movida a gás natural, de propriedade da Âmbar Energia, localizada no município de Araucária, no Paraná.

## História
A central elétrica foi idealizada e projetada no final da década de 1990, com o Programa Prioritário de Termelétricas (PPT) da gestão do presidente Fernando Henrique Cardoso, contudo, em 1998 a termelétrica ganhou força com a constituição da UEG Araucária, empresa que tinha como sócias a norte-americana El Paso, a Copel e a Petrobras (Petróleo Brasileiro S.A.).
Inaugurada em 30 de setembro de 2002, a usina possui uma potência instalada em 469 megawatt e pode consumir cerca de 2,2 milhões de metros cúbicos diários de gás natural oriundo da Bolívia, que é fornecido pela Companhia Paranaense de Gás (Compagás), empresa subsidiária da Copel. A UEGA foi resultado da sociedade entre a Petrobras, com 20% de participação, e a Companhia Paranaense de Energia (Copel), com 80%.
Em julho de 2024, a Âmbar Energia comprou a usina por R$ 395 milhões. 

## Ver Também
- Usina Termelétrica de Figueira
- Usina Termelétrica Klacel